# Elección papal antes de 1059

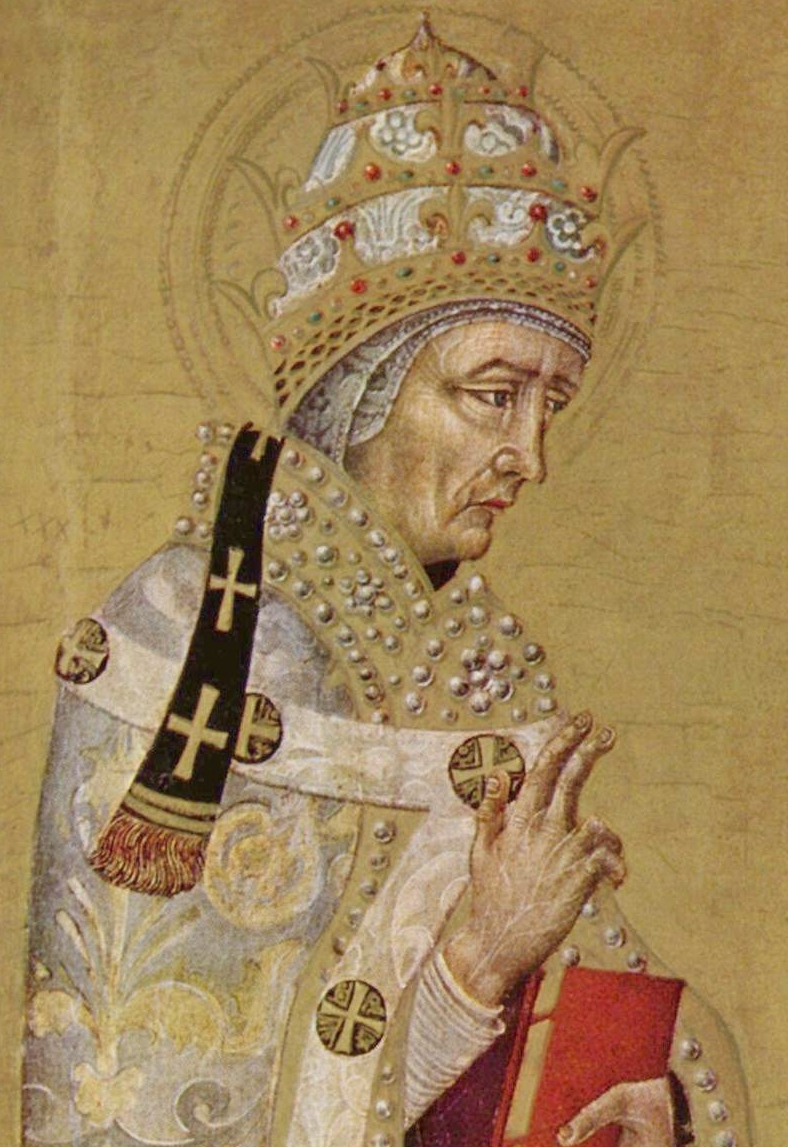
Se dice que el papa Fabián fue elegido obispo porque una paloma se posó sobre él, la primera referencia histórica a un método de sucesión papal.

La selección del papa, obispo de Roma y sumo pontífice de la Iglesia católica, antes de la promulgación de In nomine Domini en 1059 varió a lo largo de la historia. A menudo, los papas eran nombrados por sus predecesores o por gobernantes políticos. Aunque el procedimiento se caracterizaba a menudo por algún tipo de elección, una elección que incluyera una participación significativa de los laicos era rara, especialmente a medida que las pretensiones de los papas al poder temporal se solidificaban en los Estados Pontificios. La práctica del nombramiento papal durante este periodo daría lugar más tarde al jus exclusivae, es decir, un derecho de veto a la selección que los monarcas católicos ejercieron hasta el siglo XX.
La ausencia de un procedimiento institucionalizado de sucesión papal facilitó el cisma religioso, y la Iglesia católica considera actualmente a varios pretendientes papales anteriores a 1059 como antipapas. Además, el frecuente requisito de la aprobación política de los papas elegidos alargó significativamente los periodos de sede vacante, es decir, la vacante transitoria del papado, y lo debilitó. En 1059, el papa Nicolás II logró limitar los futuros electores papales a los cardenales en In nomine Domini, instituyendo la elecciones papales estandarizadas que con el tiempo se convirtieron en el procedimiento del cónclave papal.

## Durante el Imperio romano

### De Pedro a Fabián (64/67-236)
No hay consenso entre los estudiosos sobre cuándo y en qué términos llegó San Pedro Apóstol a Roma, pero la mayoría coincide en que murió allí en el año 64 o 67. Además, Pedro nunca recibió contemporáneamente el título de "papa" ni siquiera el de "obispo" (ἐπίσκοπος, episkopos, "supervisor"). A diferencia del procedimiento de selección de un diácono, que se describe en Hechos 6, 1-6, no existe ningún método bíblico para la selección de un obispo que no sea el simple nombramiento apostólico; el texto más antiguo que describe la elección de un obispo es la Enseñanza de los Doce Apóstoles de alrededor del año 100.
Según Baumgartner, al menos en parte, aunque la elección de obispos en otros comunidades cristianas primitivas se describe a menudo en fuentes contemporáneas, las fuentes romanas más antiguas datan del año 400, e Ireneo de Lyon (datan de 180), afirmando que San Pedro Apóstol mismo nombró como sucesores suyos a los papas Lino, Cleto y Clemente, en ese orden. Los estudiosos consideran que las primeras enumeraciones oficiales de  obispos de Roma son problemáticas debido a su supuesta parcialidad hacia el aumento de la autoridad papal y la imposición anacrónica de la continuidad; por ejemplo, el más antiguo, el Liber Pontificalis, probablemente fechado en 354, no se considera creíble para los dos primeros siglos..

### Elecciones públicas registradas (236-492)

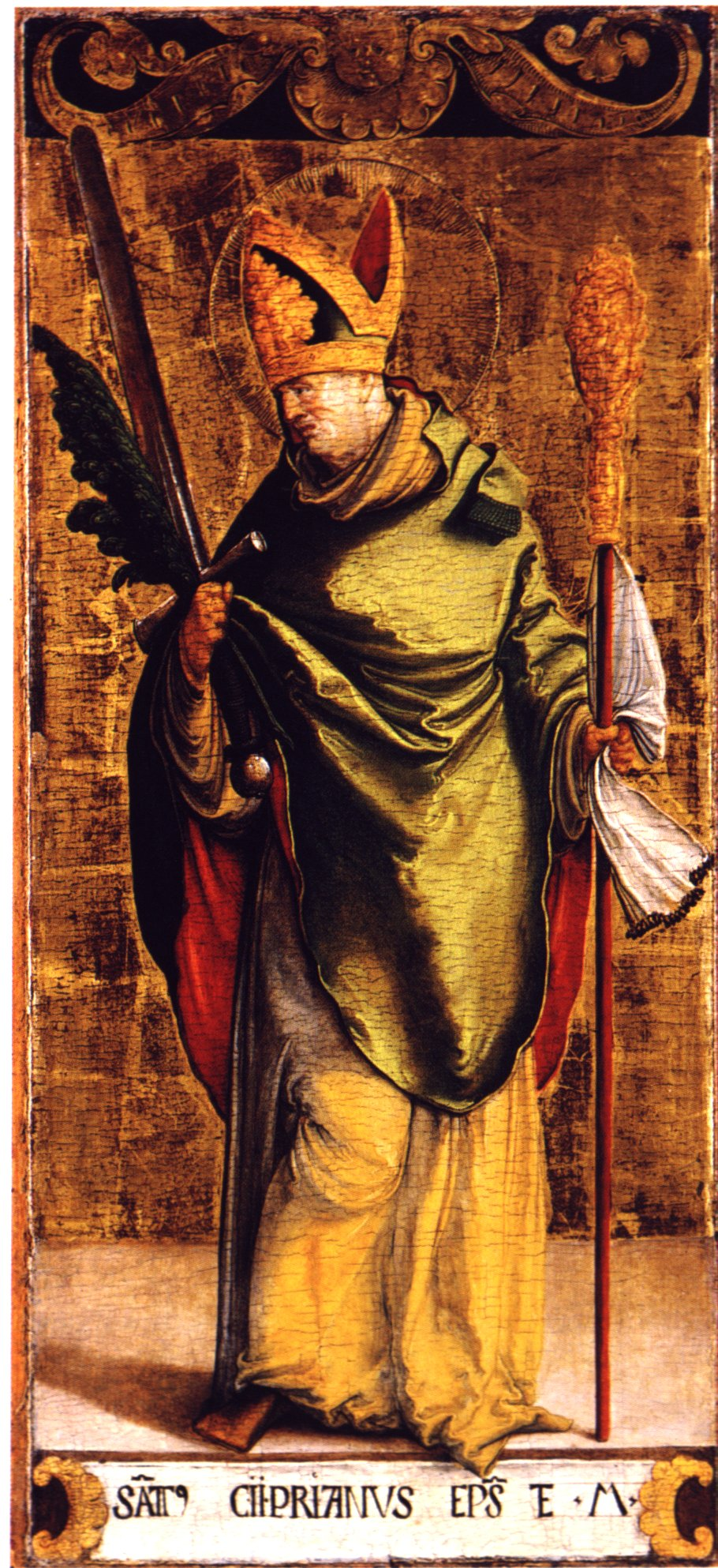
Cipriano proporciona la evidencia escrita más antigua de la elección papal.

Eusebio de Cesarea relata una leyenda sobre la elección de Fabián en el año 236: una paloma se posó sobre la cabeza de Fabián y "entonces el pueblo, todos como impulsados por un mismo espíritu divino, con una sola voz unida y ansiosa gritaron que era digno, e inmediatamente lo sentaron en la sede episcopal". Esta anécdota deja claro que "la elección del obispo era la preocupación pública de toda la comunidad cristiana de Roma". Fabián puede considerarse con seguridad como una víctima de la persecución del emperador Decio, tras la cual no hubo elección durante catorce meses.
La siguiente evidencia disponible proviene del cisma entre el antipapa Novaciano y Cornelio, ambos elegidos obispo por sus propias facciones, y ambos escribiendo a Cipriano de Cartago, obispo de Cartago en busca de apoyo. Cipriano se puso de parte de Cornelio, escribiendo que:
Además, Cornelio fue nombrado obispo por elección de Dios y de su Cristo, por el testimonio favorable de casi todo el clero, por los votos de los laicos entonces presentes y por la asamblea de obispos.
.
Cipriano también señala que Cornelio había sido ordenado por dieciséis obispos de la región circundante, mientras que Novaciano sólo había sido ordenado por tres, la primera evidencia definitiva de un verdadero cisma en la iglesia romana.
El  papa Marcos fue el primero en designar al obispo de Ostia como el primero entre los consagradores del nuevo obispo de Roma (el obispo de Ostia es actualmente el decano del colegio cardenalicio). Sin embargo, la influencia del emperador Constantino I, contemporáneo de Silvestre I y de Marcos, ayudaría a solidificar un fuerte papel del emperador romano en el proceso de selección: Constantino eligió a Julio I a todos los efectos, y su hijo Constancio II exilió al  papa Liberio e instaló al arriano Félix II como su sucesor. A Félix y Liberio les sucedieron en el cisma el Ursino y el Damaso, respectivamente, el último de los cuales logró imponerse por puro derramamiento de sangre, y es el primer obispo de Roma al que no anacrónicamente se puede denominar "papa" (παππάς, o pappas). Dámaso persuadió al emperador para que lo decretara "obispo de obispos", una pretensión que contrarió gravemente a los obispos orientales, lo que condujo al Primer Concilio de Constantinopla en 381, que trató en parte la cuestión de la supremacía.
Sin embargo, incluso con este nuevo título, el método de selección del obispo de Roma siguió siendo prácticamente el mismo. Tanto el clero como los laicos siguieron participando en la selección, junto con la política local e imperial. También se pueden observar otras tendencias, como la sucesión de padre a hijo entre el  papa Anastasio I y el papa Inocencio I. El emperador Honorio intervino para resolver el cisma entre el antipapa Eulalio y el papa Bonifacio I (ambos elegidos), poniéndose primero del lado de Eulalio y después del de Bonifacio I. Honorio decretó que cualquier cisma futuro debería decidirse por selección unánime; aunque este decreto nunca se ha empleado para resolver una elección papal disputada, indica el creciente grado de interés imperial en la cuestión de la sucesión papal.

### Odoacro
Las elecciones de la misma manera continuaron en gran medida sin disputa hasta que el  papa Simplicio, enfermo terminal durante el tiempo suficiente de su pontificado para dedicar tiempo a los asuntos de sucesión, decretó que el ministro del general germánico Odoacro, un noble romano, tendría el poder de aprobación sobre su sucesor (ya no había emperador romano de occidente, Rómulo Augústulo había sido depuesto en 476): el resultado fue el papa Félix III, el primer papa patricio.

## Dominación ostrogoda (493-537)

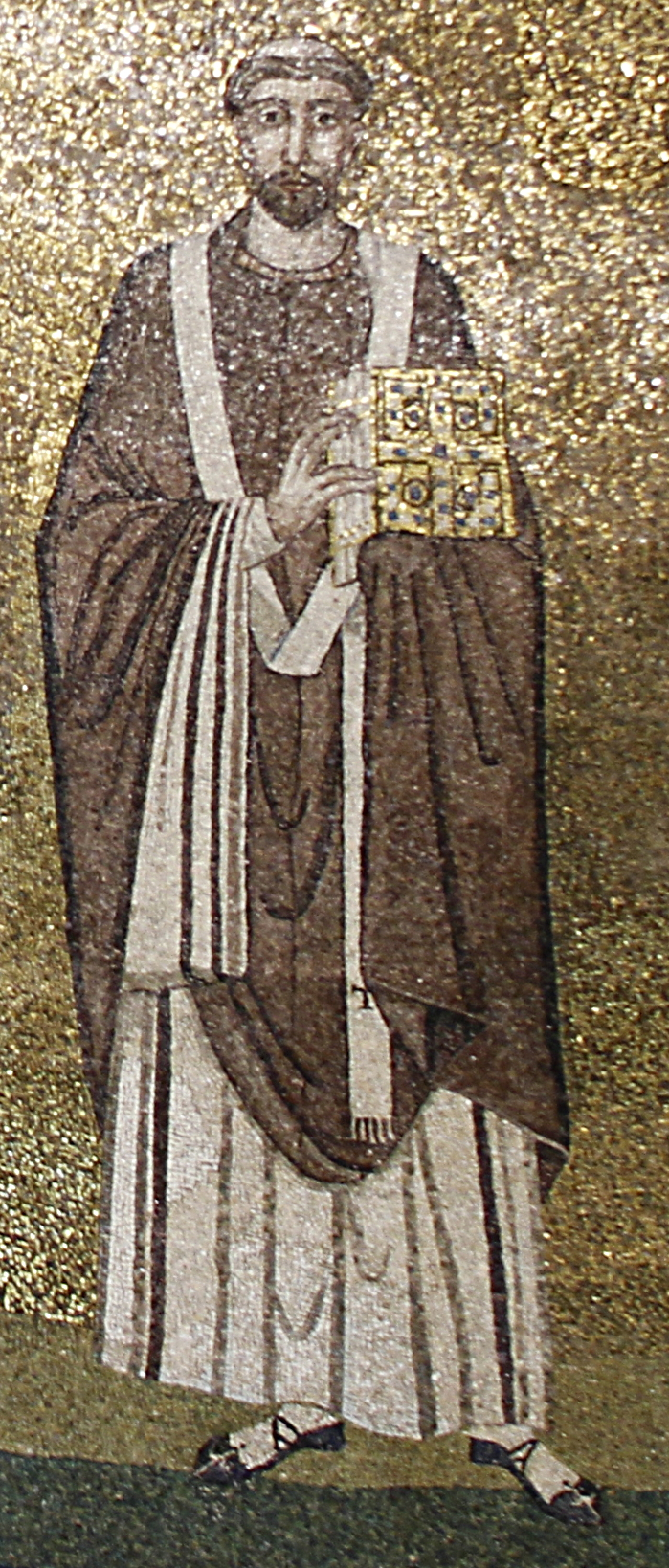
El triunfo del papa Símaco sobre Laurencio es el primer caso registrado de simonía papal.

El siguiente cisma electoral digno de mención se produjo entre el papa Símaco y el  antipapa Laurencio, que apelaron ambos a Teodorico el Grande, el rey ostrogodo de Italia (y arriano); el resultado es el primer caso documentado de simonía papal, en el que ambos candidatos intentaron sobornar a los consejeros reales, si no al propio Teodorico, para influir en su elección; Teodorico se puso de parte de Símaco, quien procedió a decretar que los obispos reinantes podrían designar a sus propios sucesores, poniendo fin a la participación de los laicos durante al menos medio siglo.
Este proceso se utilizó sin graves problemas hasta la muerte del papa Félix IV, que había entregado su  palio al papa Bonifacio II en su lecho de muerte en 530 y decretó la excomunión de todo aquel que se negara a aceptar la sucesión. Al Senado Romano no le gustó la ausencia de elección y denunció a Félix, afirmando un decreto del papa  Anastasio II, que había prohibido la práctica de que un papa designara a un sucesor. Bonifacio II fue apoyado sólo por una minoría del clero, con la mayor parte apoyando al  antipapa Dióscoro, y sólo la muerte de Dióscoro detuvo el cisma.
Bonifacio II intentó reinstaurar la práctica de nombrar a su sucesor, pero la resistencia pública fue demasiado grande, lo que dio lugar a una elección muy disputada en 532 caracterizada por relatos generalizados de soborno y coacción, que dio lugar al papa Juan II (el primero en llevar un nombre papal). Atalarico, el rey ostrogodo, obligó a Juan II a aprobar decretos que prohibían cualquier acuerdo privado para elegir a un papa y que promulgaban límites a la cantidad de dinero que se podía gastar durante una elección papal; un ejemplo temprano de la reforma de la financiación de campañas. De hecho, el propio Athalaric fue capaz de diseñar la elección del  papa Silverius, el hijo del  papa Hormisdas, a la muerte de Juan II.

## Influencia bizantina (537-752)

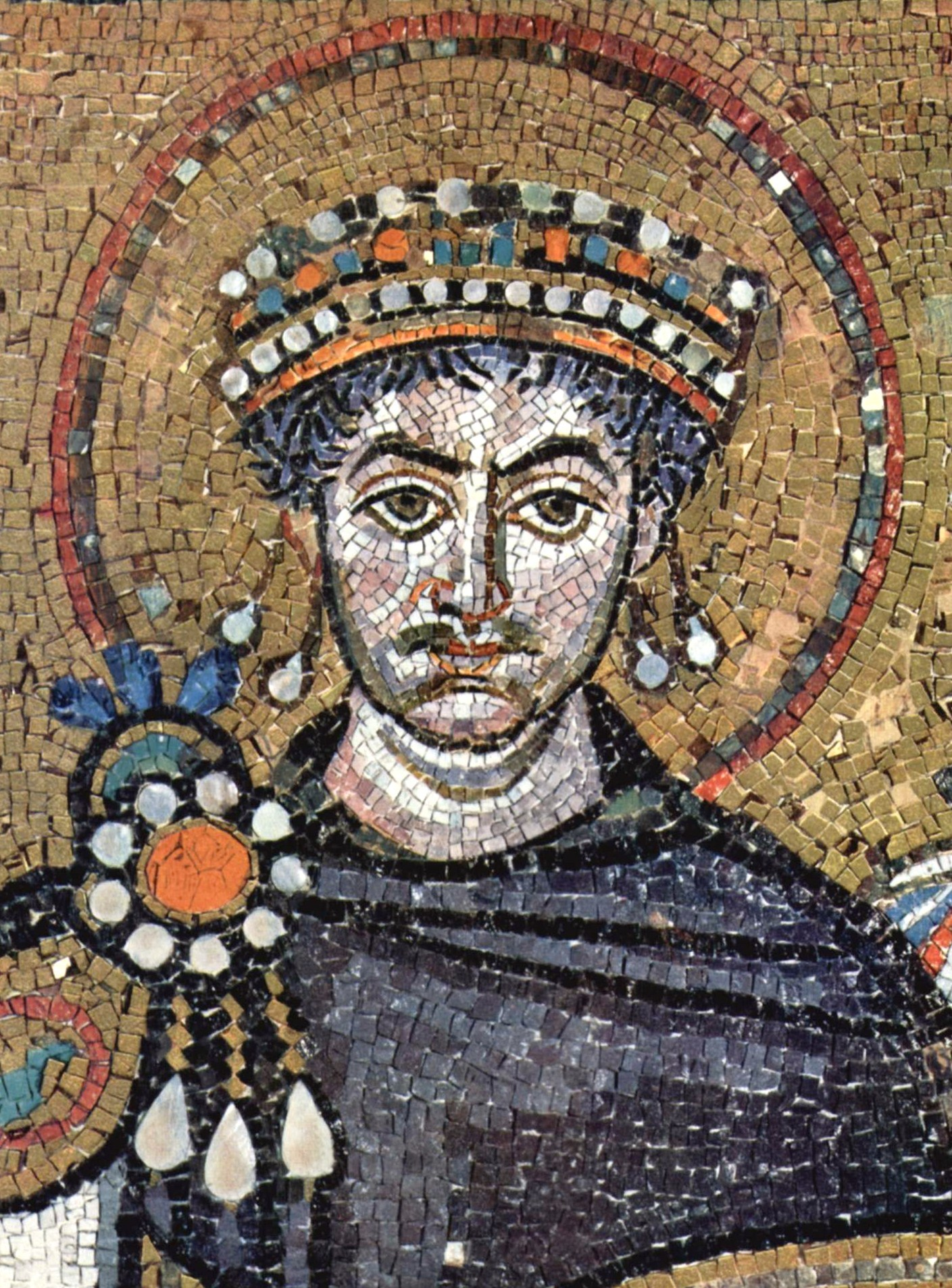
Justiniano I nombró tres papas tras su invasión de Italia.

Tras su invasión de Italia, Justiniano I obligó a Silverio a abdicar y en su lugar instaló al  papa Vigilio, un antiguo legado papal en Constantinopla. A continuación, Justiniano nombró al  papa Pelagio I, celebrando sólo una "elección simulada" para sustituir a Vigilio. Después, Justiniano se contentó con el poder de aprobación del papa, como con el papa Juan III tras su elección. Los sucesores de Justiniano continuaron esta práctica durante más de un siglo.
El continuo poder de nombramiento del emperador bizantino puede verse en la leyenda del papa Gregorio I escribiendo a Constantinopla para pedirles que rechazaran su elección. el papa Bonifacio III promulgó un decreto en el que denunciaba el soborno en las elecciones papales y prohibía hablar de candidatos durante los tres días siguientes al funeral del papa fallecido; a partir de entonces, Bonifacio III decretó que el clero y los "hijos de la Iglesia", es decir, los nobles, debían reunirse en una asamblea. A partir de entonces, Bonifacio III decretó que el clero y los "hijos de la Iglesia", es decir, los nobles, se reunieran para elegir a un sucesor, votando cada uno según su conciencia. Esto aplacó el faccionalismo durante las cuatro sucesiones siguientes, cada una de las cuales resultó en elecciones rápidas y la aprobación imperial. Sin embargo, el  papa Severino se vio obligado a esperar 20 meses para la aprobación imperial en 640, recibiéndola sólo unos meses antes de su muerte. Entonces el papa Martín I se negó a esperar, insistiendo en ser consagrado sólo unos días después de su elección. Esto dio lugar a su secuestro por el emperador Constante II a Constantinopla en 653, donde fue juzgado y condenado al exilio. Los sucesivos siete papas fueron más agradables a Constantinopla, y aprobaron sin demora, pero el papa Benedicto II tuvo que esperar un año en 684. Después, el emperador delegó la aprobación en el Exarca de Rávena, el gobernador bizantino de Italia central, incluido el Ducado de Roma.
Durante el pontificado del papa Benedicto II (684-85), el emperador Constantino IV renunció al requisito de la aprobación imperial para la consagración papal, reconociendo el gran cambio en la demografía de la Ciudad y su clero. El sucesor de Benedicto II,  Juan V, fue elegido "por la población en general", volviendo a la "antigua práctica". Los diez sucesores griegos de Agaton fueron probablemente el resultado previsto de la concesión de Constantino IV. Se sabe que las elecciones de este período se llevaron a cabo en la Basílica de San Juan de Letrán, siendo probable que el poseedor de Letrán prevaleciera en caso de cisma, pero los participantes exactos en las elecciones no se conocen con certeza. Probablemente seguía habiendo participación laica, pero la propia Basílica era demasiado pequeña para que la frase "con todo el pueblo" siguiera siendo literal.
El ejército romano, controlado por los aristócratas locales, entró en la política papal en 686 tomando la Basílica a la muerte del Papa Juan V y desalojando al clero, forzando violentamente la consagración del  papa Conón y del papa Sergio I. El ejército también controló las dos elecciones sucesivas, pero con menos violencia manifiesta. El papa  Zacarías en 741 fue el último papa que anunció su elección a un gobernante bizantino o buscó su aprobación.

## Influencia franca (756-857)

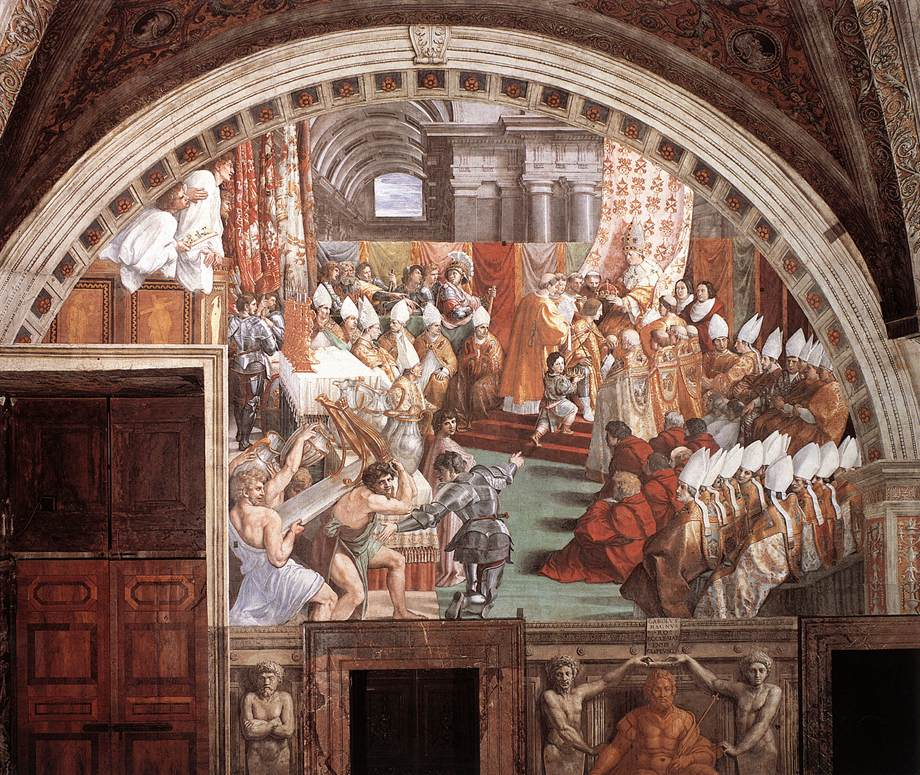
Coronación de Carlomagno de Rafael, que representa al Papa León III

El papa Esteban II cruzó los Alpes para solicitar la ayuda de Pipino el Breve tras su elección en 752, después de la conquista lombarda de Rávena, lo que dio lugar a la Donación de Pipino que reforzó la reclamación de los Papas a los Estados Pontificios de facto, y por lo tanto los incentivos para la interferencia secular en la selección papal. A la muerte del hermano y sucesor de Esteban II,  Pablo I, siguió un sangriento cisma caracterizado por Toto de Nepi y el papa Esteban III; después de que a Toto le sacaran los ojos y fuera encarcelado, Esteban III decretó que todo el clero romano tenía derecho a elegir al Papa, pero restringió la elegibilidad para la elección a los cardenales-sacerdotes y cardenales-diáconos (por cierto, el primer uso del término "cardenales" para referirse a los sacerdotes de las iglesias titulares o a los siete diáconos); los cardenales-obispos, partidarios de Toto, quedaron excluidos. Por supuesto, el laicado romano recuperó rápidamente su papel tras el decreto de Esteban III, y mantuvo su participación hasta 1059.
El papa Adriano I y el papa  León III fueron elegidos bajo las reglas de Esteban III, pero este último se vio obligado a abandonar Roma y buscó la ayuda de Carlomagno. Tras dos elecciones unánimes, el hijo de Carlomagno Luis el Piadoso intervino en una elección amargamente disputada a favor del papa Eugenio II. A partir de entonces, el proceso fue devuelto por constitución apostólica al statu quo hacia 769, reincorporando a los nobles romanos laicos, que siguieron dominando el procedimiento durante 200 años, y exigiendo al Papa que jurara lealtad al monarca franco. La consagración del papa Gregorio IV se retrasó 6 meses para obtener el asentimiento de Luis.
Cuando el clero y los nobles eligieron candidatos diferentes en 844, el emperador Lotario I se puso del lado del papa Sergio II, el candidato noble; tres años más tarde, el papa  León IV fue consagrado sin la aprobación imperial, lo que habría sido difícil en cualquier caso, ya que el Imperio carolingio estaba en proceso de división. Lotario II de Lotaringia, de hecho, no logró imponer a su propio candidato, papa Benedicto III, en 855 hasta que el candidato elegido por Roma rechazó el cargo (el primer rechazo histórico registrado). Lothair II estuvo presente en la elección del papa  Nicolás I, quien prohibió a cualquier persona ajena a la comunidad romana interferir en las elecciones papales, y como resultado el papa Adriano II fue consagrado sin ni siquiera informar a los francos.

## Pornocracia (904-963)
El asesinato del papa Juan VIII inauguró un período marcado por breves pontificados, en el que hasta doce papas fueron asesinados, a veces tras su renuncia, otros tres depuestos y dos abdicaron-un período conocido por los historiadores como la "pornocracia" (en griego, "gobierno de las rameras") o saeculum obscurum (en latín, "edad oscura"). Tras la alianza del papa Sergio III con Teofilacto I, padre de Marozia, madre del hijo de Sergio III, y su esposa Teodora, Teofilacto logró crear cuatro de los cinco papas sucesivos. El hijo de Sergio III y Marozia accedió al papado como papa Juan XI, sólo para ser depuesto por el rey Alberico II de Spoleto, que pudo controlar la instalación de los cuatro papas sucesivos, instalando finalmente a su propio hijo papa Juan XII, cuyo acto principal fue coronar a Otón I como emperador del Sacro Imperio Romano Germánico.
Un sínodo en 963 depuso a Juan XII y eligió al papa León VIII (963-965), pero los romanos no lo aceptaron una vez que su protector, Otón I, partió, lo que provocó la elección del papa Benedicto V (964). Otón I lograría además nombrar papas a Juan XIII (965-972) y a Benedicto VI (973-974).

## Época Crescentii (974-1012)

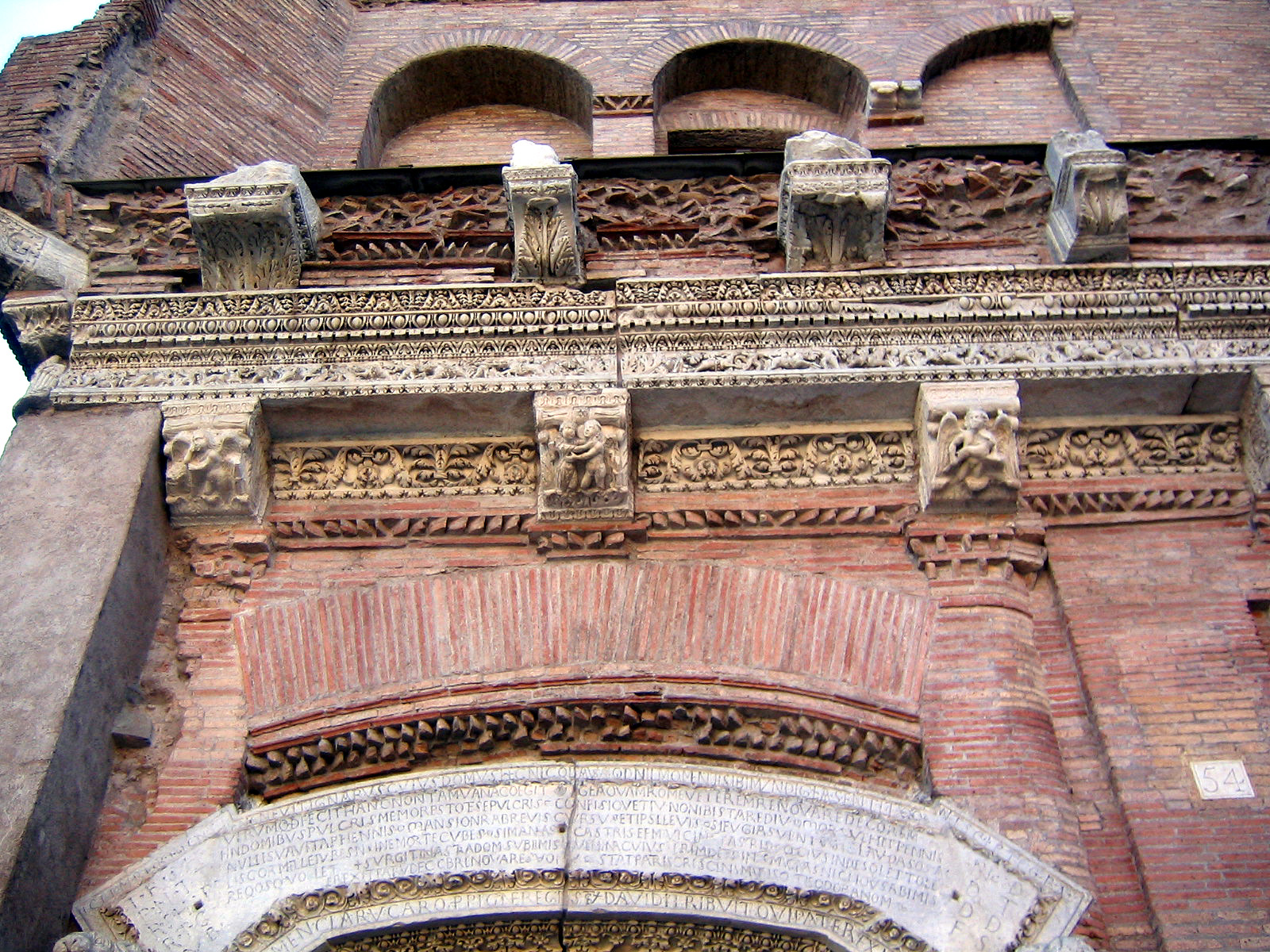
Casa de Crescencio I

El sucesor de Otón I, Otón II, se vio impelido a conquistar Roma en 980 para deponer al  antipapa Bonifacio VII e instalar a su candidato preferido, Juan XIV (983-84), sin siquiera fingir una elección.
El papa Juan XV, candidato de los nobles romanos a la muerte de Otón II, no sobrevivió lo suficiente como para ser depuesto por Otón III, quien urdió la elección del papa Gregorio V al llegar a Roma en 996. Sin embargo, Gregorio V no pudo permanecer en el trono una vez que Otón III se dirigió de vuelta a Alemania, y los romanos lo sustituyeron por el  antipapa Juan XVI temporalmente hasta que Otón III pudiera regresar. Otón III reinstaló a Gregorio V y aseguró la elección del papa Silvestre II (999-1003) a su muerte, sólo para morir él mismo poco después, permitiendo a los nobles romanos elegir a tres papas por su cuenta.

## Papado toscano (1012-1048)
.

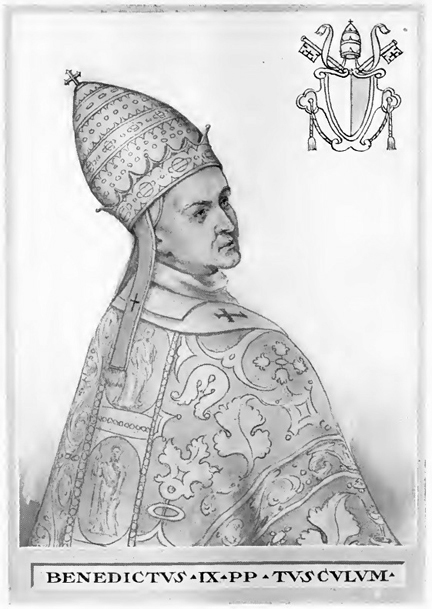
Papa Benedicto IX (1032-1044; 1045; 1047-1048) ejerció tres mandatos no consecutivos como papa

Debido a las acciones sin precedentes del papa Benedicto IX (el único papa que actualmente se considera que ha cumplido múltiples mandatos no consecutivos), Enrique III encontró tres papas diferentes en 1046 cuando llegó a Roma buscando la coronación como emperador del Sacro Imperio Romano Germánico. Enrique III decidió deponer a los tres e instalar al papa Clemente II (1046-47).

## Sacro Imperio Romano Germánico (1048-1059)
.

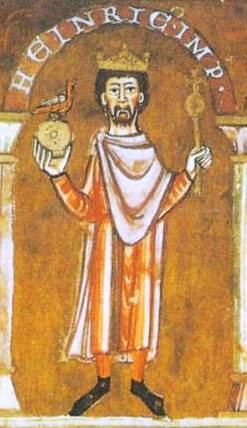
Enrique IV fue incapaz de mantener el control de su padre sobre la selección papal

Enrique III también instaló a los 3 sucesores del papa León IX (1049-54), todos alemanes, sin la formalidad de la elección. Sin embargo, la muerte de Enrique III y el ascenso del emperador niño  Enrique IV permitieron al papa  Nicolás II (1059-61) promulgar In Nomine Domini en 1059, asegurando que todas las futuras elecciones y, eventualmente, cónclaves, se ajustaran a un procedimiento básico que ha permanecido prácticamente inalterado durante casi un milenio. Este período también coincidió con lo que más tarde se describiría como el Gran Cisma de Oriente.